# ŽNK Osijek
Maillots
Le ŽNK Osijek est un club croate de football féminin basé à Osijek. Il est la section féminine du NK Osijek. 
Fondé en 1990, il est le club le plus titré de Croatie avec 25 titres de champions et 19 Coupes nationales.

## Histoire
En 2024, après un 25e titre de champion de Croatie, le club atteint les barrages de Ligue des champions, en battant Myjava et Peamount, avant de perdre face au FC Twente. Alors que le club touche 240 000 € de primes pour ce résultat, les joueuses ne reçoivent que 200 €. Huit d'entre elles entament alors une grève, et le club met fin à leur contrat.

## Palmarès
- Championnat de Croatie (25) : 1994, 1995, 1996, 1997, 1998, 1999, 2000, 2001, 2002, 2003, 2007, 2008, 2009, 2010, 2011, 2012, 2013, 2014, 2015, 2016, 2017, 2018, 2021, 2023 et 2024
- Coupe de Croatie (19) : 1995, 1996, 1997, 1998, 1999, 2000, 2001, 2002, 2007, 2008, 2009, 2010, 2011, 2012, 2013, 2014, 2015, 2016 et 2017